# A-ha World Tour 1986-1987
World Tour fue la primera gira mundial de a-ha, desarrollada entre 1986 y 1987. La gira también es llamada Hunting High and Low Tour porque empezó cuando lanzaron el primer disco, pero se extendió hasta el segundo álbum del grupo.
Es la única gira en la que el grupo a-ha ha visitado Australia en su carrera. También viajaron a Estados Unidos y no volverían allí hasta su última gira, Ending on a High Note.

## Fechas
La gira contó con un total de 148 espectáculos, que la convierten en la gira más grande de a-ha.

### 1986
1. 3 de junio: Concert Hall, Perth, Australia
2. 4 de junio: Concert Hall, Perth, Australia
3. 5 de junio: Concert Hall, Perth, Australia
4. 7 de junio: Festival Theatre, Adelaida, Australia
5. 8 de junio: Festival Theatre, Adelaida, Australia
6. 9 de junio: Concert Hall, Melbourne, Australia
7. 10 de junio: Concert Hall, Melbourne, Australia
8. 11 de junio: Concert Hall, Melbourne, Australia
9. 13 de junio: Concert Hall, Melbourne, Australia
10. 18 de junio: Festival Hall, Brisbane, Australia
11. 21 de junio: State Theatre, Sídney, Australia
12. 22 de junio: State Theatre, Sídney, Australia
13. 23 de junio: State Theatre, Sídney, Australia
14. 24 de junio: State Theatre, Sídney, Australia
15. 2 de julio: NHK Hall, Tokio, Japón
16. 3 de julio: Shibuya Kokaido, Tokio, Japón
17. 5 de julio: Shibuya Kokaido, Tokio, Japón
18. 7 de julio: NHK Hall, Tokio, Japón
19. 9 de julio: Sun Palace, Fukuoka, Japón
20. 10 de julio: Kokusai Kaikan, Kobe, Japón
21. 11 de julio: Kokusai Kaikan, Kobe, Japón
22. 12 de julio: Festival Hall, Osaka, Japón
23. 14 de julio: Yubin Chokin, Hiroshima, Japón
24. 15 de julio: Shimin Kaikan, Kurashiki, Japón
25. 17 de julio: Nagoya-Shi Kokaido, Nagoya, Japón
26. 18 de julio: Nagoya-Shi Kokaido, Nagoya, Japón
27. 19 de julio: Bunka Gymnasium, Yokohama, Japón
28. 20 de julio: Shibuya Kokaido, Tokio, Japón
29. 22 de julio: Nakano Sun Plaza, Tokio, Japón
30. 24 de julio: Koseinenkin Hall, Sapporo, Japón
31. 8 de agosto: Waikiki Shell, Hawái, Estados Unidos
32. 15 de agosto: World Expo Theater, Vancouver, Canadá
33. 16 de agosto: Paramount Theater, Seattle, Estados Unidos
34. 17 de agosto: Schnitzer Theater, Portland, Estados Unidos
35. 19 de agosto: Concord Pavilion, Concord, Estados Unidos
36. 22 de agosto: Universal Amphitheater, Los Ángeles, Estados Unidos
37. 23 de agosto: Universal Amphitheater, Los Ángeles, Estados Unidos
38. 26 de agosto: Irvine Meadows Amphitheater, Irvine, Estados Unidos
39. 27 de agosto: SDSU Open Air Amphitheater, San Diego, Estados Unidos
40. 28 de agosto: Gammage Hall, Phoenix, Estados Unidos
41. 30 de agosto: Symphony Hall, Salt Lake City, Estados Unidos
42. 1 de septiembre: Paramount, Denver, Estados Unidos
43. 3 de septiembre: Civic Center, Oklahoma City, Estados Unidos
44. 4 de septiembre: Palmer Auditorium, Austin, Estados Unidos
45. 5 de septiembre: Music Hall, Houston, Estados Unidos
46. 6 de septiembre: Majestic Theatre, San Antonio, Estados Unidos
47. 8 de septiembre: Sanger Theater, Nueva Orleans, Estados Unidos
48. 9 de septiembre: Orpheum Theater, Memphis, Estados Unidos
49. 10 de septiembre: Alabama Bautwell Auditorium, Birmingham, Estados Unidos
50. 12 de septiembre: Fox Theatre, Atlanta, Estados Unidos
51. 13 de septiembre: Bay Front, Tampa, St. Petersburg, Estados Unidos
52. 14 de septiembre: Sunrise Theater, Miami, Estados Unidos
53. 15 de septiembre: Bob Carr Performing Arts Centre, Orlando, Estados Unidos
54. 18 de septiembre: Performing Arts Theater, Nashville, Estados Unidos
55. 19 de septiembre: Kiel Opera House, St. Louis, Estados Unidos
56. 20 de septiembre: Midland Theater, Kansas City, Estados Unidos
57. 21 de septiembre: Music Hall, Omaha, Estados Unidos
58. 23 de septiembre: Riverside Theater, Milwaukee, Estados Unidos
59. 24 de septiembre: Roy Wilkens Auditorium, Mineápolis, Estados Unidos
60. 26 de septiembre: Ford Theater, Detroit, Estados Unidos
61. 28 de septiembre: Chicago Auditorium, Chicago, Estados Unidos
62. 29 de septiembre: Masonic Auditorium, Toledo, Estados Unidos
63. 1 de octubre: Clowes Hall, Indianapolis, Estados Unidos
64. 2 de octubre: Music Hall, Cleveland, Estados Unidos
65. 3 de octubre: Tower Theater, Philadelphia, Estados Unidos
66. 6 de octubre: Mosque Theater, Pittsburgh, Estados Unidos
67. 7 de octubre: DAR Constitution Hall, Washington, Estados Unidos
68. 8 de octubre: Chrysler Hall, Norfolk, Estados Unidos
69. 10 de octubre: Radio City Hall, Nueva York, Estados Unidos
70. 11 de octubre: Radio City Hall, Nueva York, Estados Unidos
71. 13 de octubre: Bushnell Theater, Hartford, Estados Unidos
72. 14 de octubre: Sheas Theater, Buffalo, Estados Unidos
73. 16 de octubre: Massey Hall, Toronto, Canadá
74. 17 de octubre: Ottawa, Canadá
75. 18 de octubre: Verdon, Montreal, Canadá
76. 19 de octubre: Ocean State Theater, Providence, Estados Unidos
77. 21 de octubre: Orpheum, Boston, Estados Unidos
78. 24 de octubre: Archbishop Chapelle, New Orleans, USA (school)
79. 1 de noviembre: Stadthalle, Vienna, Austria
80. 3 de noviembre: Hallenstadion, Zürich, Suiza
81. 6 de noviembre: Theatre du Verdure, Nice, Francia
82. 7 de noviembre: Zenith, Montpellier, Francia
83. 8 de noviembre: Bourse, Lyon, Francia
84. 10 de noviembre: Le Zenith, Paris, Francia
85. 11 de noviembre: Grand Parc, Bordeaux, Francia
86. 12 de noviembre: Petit Palais, Toulouse, Francia
87. 14 de noviembre: Philipshalle, Düsseldorf, Alemania
88. 15 de noviembre: Circus Krone, Múnich, Alemania
89. 17 de noviembre: Mozartsaal, Mannheim, Alemania
90. 18 de noviembre: Meistersingerhalle, Núremberg, Alemania
91. 20 de noviembre: Alsterdorfer Sporthalle, Hamburg, Alemania
92. 21 de noviembre: Alte Oper, Frankfurt, Alemania
93. 22 de noviembre: Festhalle, Frankfurt, Alemania
94. 23 de noviembre: Forest National Stadium, Bruselas, Bélgica
95. 25 de noviembre: Doelen, Róterdam, Países Bajos
96. 27 noviembre: Valbyhallen, Copenhague, Dinamarca
97. 28 noviembre: Scandinavium, Gothenburg, Suecia
98. 29 noviembre: Isstadion, Estocolmo, Suecia
99. 4 de diciembre: Capitol Theatre, Aberdeen, Reino Unido
100. 5 de diciembre: Caird Hall, Dundee, Reino Unido
101. 7 de diciembre: Playhouse, Edinburgh, Reino Unido
102. 8 de diciembre: City Hall, Newcastle, Reino Unido
103. 10 de diciembre: City Hall, Sheffield, Reino Unido
104. 11 de diciembre: City Hall, Sheffield, Reino Unido
105. 12 de diciembre: Royal Concert Hall, Nottingham, Reino Unido
106. 13 de diciembre: Royal Concert Hall, Nottingham, Reino Unido
107. 15 de diciembre: Hammersmith Odeon, Londres, Reino Unido
108. 16 de diciembre: Hammersmith Odeon, Londres, Reino Unido
109. 17 de diciembre: Hammersmith Odeon, Londres, Reino Unido
110. 18 de diciembre: Hammersmith Odeon, Londres, Reino Unido
111. 19 de diciembre: Hammersmith Odeon, Londres, Reino Unido
112. 20 de diciembre: Hammersmith Odeon, Londres, Reino Unido
113. 22 de diciembre: Brighton Centre, Brighton, Reino Unido
114. 23 de diciembre: Guildhall, Portsmouth, Reino Unido
115. 24 de diciembre: International Centre, Bournemouth, Reino Unido
116. 29 de diciembre: Royal Albert Hall, Londres, Reino Unido
117. 30 de diciembre: Royal Albert Hall, Londres, Reino Unido
118. 31 de diciembre: Royal Albert Hall, Londres, Reino Unido

### 1987
1. 3 de enero: Conference Centre, Harrogate, Reino Unido
2. 5 de enero: Empire Theatre, Liverpool, Reino Unido
3. 6 de enero: Apollo Theatre, Mánchester, Reino Unido
4. 7 de enero: Guildhall, Preston, Reino Unido
5. 9 de enero: Odeon, Birmingham, Reino Unido
6. 10 de enero: Odeon, Birmingham, Reino Unido
7. 11 de enero: St David's Hall, Cardiff, Reino Unido
8. 12 de enero: Centre, Newport, Reino Unido
9. 13 de enero: Colston Hall, Bristol, Reino Unido
10. 14 de enero: Colston Hall, Bristol, Reino Unido
11. 16 de enero: NEC, Birmingham, Reino Unido
12. 17 de enero: NEC, Birmingham, Reino Unido
13. 19 de enero: Fairfield Hall, Croydon, Reino Unido
14. 21 de enero: Kings Hall, Belfast, Irlanda
15. 23 de enero: RDS, Dublín, Irlanda
16. 25 de enero: International Centre, Bournemouth, Reino Unido
17. 26 de enero: Guildhall, Portsmouth, Reino Unido
18. 27 de enero: Brighton Centre, Brighton, Reino Unido
19. 30 de enero: Gimlehallen, Kristiansand, Noruega
20. 31 de enero: Idrettshallen, Stavanger, Noruega
21. 1 de febrero: Bergenshallen, Bergen, Noruega
22. 3 de febrero: Skarphallen, Tromsø, Noruega
23. 4 de febrero: Leangen Ishall, Trondheim, Noruega
24. 6 de febrero: Drammenshallen, Drammen, Noruega
25. 7 de febrero: Drammenshallen, Drammen, Noruega
26. 8 de febrero: Drammenshallen, Drammen, Noruega
27. 10 de febrero: Drammenshallen, Drammen, Noruega
28. 23 de junio: Tokio, Japón
29. 29 de junio: Castle Hall, Osaka, Japón
30. 2 de julio: Budokan, Tokio, Japón
31. 6 de julio: Kokusai Center, Fukuoka, Japón
32. 9 de julio: Nagano, Japón
33. 12 de julio: Ishikawa Koseinenkin Kaikan, Kanazawa, Japón
34. 21 de julio: Nagoya, Japón
35. 5 de agosto: Arenes Theatre, Nimes, Francia
36. 6 de agosto: Les Arenas de Frejus, Frejus, Francia
37. 7 de agosto: Les Arenes de Frejus, Frejus, Francia
38. 9 de agosto: Biarritz, Francia
39. 11 de agosto: Royan, France
40. 12 agosto: Escoublac, La Baule, Francia

## Personal
1986-1987:
- Morten Harket: voz.
- Pål Waaktaar: guitarra y voz.
- Magne Furuholmen: teclados y voz.
- Leif Karsten Johansen: bajo.
- Mike Sturgis: batería.
- Dag Kolsrud: teclados.

1988-1989:
- Ian Wherry: teclados.
- Randy Hope-Taylor: bajo.
- Matthew Lettley: batería.
- Rafael Gayol: percusión.